# Phelotropa
Phelotropa é um gênero de traça pertencente à família Agonoxenidae.